# Інститут економіки та прогнозування НАН України
50°26′3.9847″ пн. ш. 30°32′16.1066″ сх. д. / 50.434440194° пн. ш. 30.537807389° сх. д.
Державна установа «Інститут економіки та прогнозування НАН України» —академічна установа НАН України. З 2005 року Інститут є правонаступником Інституту економічного прогнозування НАН України, який було створено в 1997 році для розроблення стратегічних прогнозів і програм соціально-економічного розвитку України.
Директор Інституту — академік НАН України Геєць Валерій Михайлович.
Заступники директора Інституту:
доктор економічних наук Єгоров Ігор Юрійович
член-кореспондент НАН України Даниленко Анатолій Іванович
академік НАН України Гриценко Андрій Андрійович

## Структура Інституту
В Інституті 15 відділів та 3 сектори:
- Відділ економічної теорії
- Відділ моделювання та прогнозування економічного розвитку
- Відділ грошово-кредитних відносин
- Відділ державних фінансів
- Сектор міжнародних фінансових досліджень
- Відділ фінансів реального сектора
- Відділ економічного зростання та структурних змін в економіці
- Відділ розвитку виробничої інфраструктури
- Відділ промислової політики
- Відділ секторальних прогнозів та кон'юнктури ринків
- Сектор галузевих ринків
- Сектор прогнозування розвитку паливно-енергетичного комплексу
- Відділ економіки і політики аграрних перетворень
- Відділ форм і методів господарювання в агропродовольчому комплексі
- Відділ моніторингових досліджень соціально-економічних трансформацій
- Відділ економічної історії
- Відділ соціально-економічних проблем праці
- Відділ інноваційної політики, економіки і організації високих технологій

Основні напрями їх досліджень:
- моделювання економічного розвитку;
- економічне зростання і структурні зміни в економіці;
- економічна теорія;
- інституційні зміни і розвиток форм господарювання;
- технологічне прогнозування та інноваційна політика;
- середньострокове і короткострокове макроекономічне прогнозування;
- фінансове і бюджетне прогнозування;
- секторальні прогнози та аналіз кон'юнктури ринків.
- створення оптимізованих алгоритмів інноваційного розвитку економіки та організації високих технологій у всіх галузях діяльності держави.
- аналіз та розробка основних параметрів сучасної цифрової економіки.

## Економічне прогнозування
Одним з найважливіших напрямків у діяльності інституту — є економічне прогнозування, яке має своїм об'єктом дослідження процес конкретного розширеного відтворення, а предметом — пізнання можливих станів функціонуючих економічних об'єктів у майбутньому, дослідження закономірностей і способів розробки оптимальних економічних прогнозів короткострокового та довгострокового розвитку економіки України. Наукові розробки інституту в цьому важливому напрямку постійно використовуються в діяльності Уряду, адміністрації Президента України, Ради національної безпеки та оборони, Національного банку, а також у законотворчій діяльності Верховної Ради України.

## Інноваційні розробки
Одним з найактуальніших наукових напрямків в діяльності інституту є постійний аналіз-дослідження та розробка оптимальних інноваційних технологій, якими активно займається новостворений відділ інноваційної політики, економіки і організації високих технологій.
Науковці відділу постійно аналізують усі види діяльності, пов'язані із трансформацією наукових досліджень і розробок, інших науково-технологічних досягнень у новий чи покращений продукт введений на ринок, в оновлений чи вдосконалений технологічний процес, що використовується у практичній діяльності, чи новий підхід до реалізації соціальних послуг в державі, їх адаптацію до актуальних вимог суспільства.
Наукові розробки фахівців інституту в цьому актуальному напрямку користуються суттєвим попитом у багатьох важливих галузях економіки України. Наукові дослідження в галузях інноваційної діяльності наразі вважаються надзвичайно важливими в усіх розвинутих державах світу.
Даний напрямок став настільки важливим для держави, що 21 червня 2017 року, Прем'єр-міністр України повідомив про ініціювання Кабінетом Міністрів створення Ради з розвитку інновацій, завданням якої є підтримка науки та реалізація різних проєктів у реальному секторі економіки, створення необхідних умов для впровадження найпрогресивніших інноваційних ідей у всіх важливих сферах життєдіяльності України

## Наукові засади цифрової економіки
17 січня 2018 року Кабінет Міністрів України затвердив концепцію розвитку цифрової економіки в державі на 2018—2020 роки, яка є складовою частиною дієвої розбудови цифрової економіки Європи.
В рамках даної урядової концепції, з січня 2018 року у відділі економічної теорії Інституту утворено новий науковий підрозділ — сектор цифрової економіки, який безпосередньо займатиметься фундаментальними науково-теоретичними розробками в галузі реального та перспектитвного розвитку цифрової економіки України.,. Очолює відділ член-кореспондент НАН України, доктор економічних наук Андрій Гриценко.
Наразі, цифровий розвиток економіки в Європі визнано настільки важливим, що Європейською комісією призначений спеціальний повноважний Європейський комісар з цифрової економіки та суспільства.

## Наукові школи
Наукові школи, що розвиваються в Інституті:
- моделювання економічного розвитку (академік НАН України В. М. Геєць);
- теорії інституціональних основ господарювання (член-кореспондент НАН України В. І. Голіков);
- теорії економічного зростання (член-кореспондент НАН України Б. Є. Кваснюк);
- моделювання інноваційного розвитку (доктор економічних наук В. П. Александрова);
- методологічні засади і методи формування та прогнозування розвитку ринків в економіці перехідного типу (доктор економічних наук В. О. Точилін);
- фінансового прогнозування (доктори економічних наук С. О. Кораблін, А. П. Ревенко).
- напрям досліджень з управління державними фінансами та міжбюджетними відносинами в умовах трансформації національної економіки очолює доктор економічних наук І. О. Луніна.
- створення оптимізованих алгоритмів інноваційного розвитку економіки та організації високих технологій у всіх галузях діяльності держави (доктор економічних наук Єгоров Ігор Юрійович). Даний науковий напрямок став настільки значимим, що І.Єгоров став єдиним науковцем-економістом України, який 30 травня 2017 року був затверджений членом Наукового комітету Національної ради України з питань розвитку науки і технологій при Кабінеті Міністрів України[6].
- теоретичні засади дієвої розбудови сучасної цифрової економіки (член-кореспондент НАН України, доктор економічних наук А.  Гриценко);

Установа активно співпрацює з Верховною Радою України, Кабінетом Міністрів України, Секретаріатом Президента України, Міністерством економіки України, Міністерством фінансів України, Державним комітетом статистики України, Міністерством освіти і науки України, Національним банком України шляхом розробки та проведення експертизи законодавчих і нормативних документів, які готуються цими установами.

## Наукові видання
Інститут є засновником науково-аналітичного журналу «Економіка і прогнозування», науково-практичного журналу «Вісник Інституту економіки та прогнозування» та співзасновником науково-теоретичного журналу «Економічна теорія».
Інституту готує наукові кадри вищої кваліфікації через аспірантуру і докторантуру. З 1998 року функціонує Спеціалізована вчена рада з правом прийняття до розгляду та проведення захистів дисертацій на здобуття наукового ступеня доктора (кандидата) наук. За період з 1999 по 2005 роки у Спецраді проведено успішний захист близько 90 дисертацій, у тому числі понад 20 — докторських.